# اولین نسبیت
اولین نسبیت (انگلیسی: Evelyn Nesbit؛ ۲۵ دسامبر ۱۸۸۴ – ۱۷ ژانویهٔ ۱۹۶۷) یک هنرپیشه، و مانکن (فرد) اهل ایالات متحده آمریکا بود.